# Julien Gerbi
Julien Gerbi, né le 3 octobre 1985 à Nice en France, est un pilote de course automobile franco-algérien et l'un des copropriétaires de l'écurie espagnole Team Virage. Julien Gerbi a grandi dans une famille connue en course automobile, notamment par son oncle Pierre-Henri Raphanel.
Son parrain est l’ex-pilote Brésilien Roberto Moreno.

## Carrière
En 2018, avec Philippe Gautheron, Julien Gerbi fonde le Team Virage, une écurie basée à Valence en Espagne, et qui évolue dans des championnats LMP3 tels que l'European Le Mans Series, le championnat VdeV et l'Ultimate Cup Series,.
En 2019, il développe l'implication de son écurie et la fait participer à des championnats GT4 tels que les 24H Series ou l'Ultimate Cup Series avec des Aston Martin Vantage GT4 (en),. Pour la manche de l'Ultimate Cup Series sur le Circuit de Valence, il reprend le volant dix ans après sa dernière course. Ce retour à la compétition se solde par une victoire de catégorie.
En 2020, en plus de son rôle au sein de l'écurie Team Virage, il a l'occasion de rouler en European Le Mans Series pour le compte de l'écurie suisse Realteam Racing afin de pallier l'absence d'Esteban Garcia lors des 4 Heures de Portimão. Il est très proche de renouveler sa performance de la saison précédente, mais avec un écart de 12 secondes sur le premier, il monte seulement sur la seconde marche du podium de la catégorie LMP3.

## Palmarès

### Résultats enEuropean Le Mans Series
| Année | Ecurie          | Châssis        | Moteur                               | Classe | 1   | 2   | 3   | 4   | 5     | Position | Points |
| ----- | --------------- | -------------- | ------------------------------------ | ------ | --- | --- | --- | --- | ----- | -------- | ------ |
| 2020  | Realteam Racing | Ligier JS P320 | Nissan VK56VE 5,6 l V8 atmosphérique | LMP3   | LEC | SPA | LEC | MON | POR 2 | 18e      | 18     |

### Résultats enUltimate Cup Series
| Année | Ecurie      | Châssis                       | Moteur                              | Classe | 1   | 2   | 3   | 4   | 5     | 6   | 7   | Position | Points |
| ----- | ----------- | ----------------------------- | ----------------------------------- | ------ | --- | --- | --- | --- | ----- | --- | --- | -------- | ------ |
| 2019  | Team Virage | Aston Martin Vantage GT4 (en) | Aston Martin 4,7 l V8 atmosphérique | UGTX   | EST | DIJ | SLR | MUG | VAL 1 | MAG | LEC | 8e       | 25     |